# Chavanod
Chavanod é uma comuna francesa na região administrativa de Auvérnia-Ródano-Alpes, no departamento da Alta Saboia. Estende-se por uma área de 13.36 km². Em 2010 a comuna tinha 2 850 habitantes (densidade: 213,3 hab./km²).